# C20H14N2O5
化学式C20H14N2O5（摩尔质量：362.34 g/mol）可以指：
- 分散蓝35，CAS号：12222-75-2
- 4,5-二氨基荧光黄，CAS号：205391-01-1
- 2-氨基-4-(4-羟基-3-甲氧基苯基)-5-氧代-4H,5H-吡喃并[3,2-c][1]苯并吡喃-3-甲腈，CAS号：265109-10-2
- 1,5-二氨基-4,8-二羟基-2-(4-羟基苯基)蒽醌，CAS号：13716-91-1
- 4-(3,5-甲氧羰基苯氧基)亚苄基丙二腈，CAS号：2896138-41-1

|  | 这个同类索引页列出了具有相同分子式的化学物（即同分異構體）条目。 除非您是有意链接至本页，否则应将相应条目的内部链接指向正确的条目。 |